# Pern (fictieve planeet)
Pern is een fictieve planeet uit de boekenreeks De Drakenrijders van Pern, bedacht door Amerikaans schrijfster Anne McCaffrey.

## Planeet Pern
Pern is de derde van de vijf planeten van de ster Rukbat. Pern heeft twee manen, Belior en Timor. Ook bevat het planetenstelsel een zwervende planeet of planetoïde, die de Rode Ster wordt genoemd en de bron van het Draad is.
Pern heeft drie continenten, waarvan het zuidelijke het meest vruchtbare en het grootste is. De bevolking is echter al lang geleden verhuisd naar het noordelijke continent, omdat het zuidelijke geologisch instabiel is en er dus veel vulkaanuitbarstingen en aardbevingen voorkomen. Het verafgelegen westelijke continent is nooit onderzocht en er is maar weinig over bekend. Er zijn vier grote oceanen, waarvan alleen de Zuidelijke Oceaan tussen het noordelijke en het zuidelijke continent voor de bewoners van belang is.

## Geschiedenis
De planeet Pern werd gekoloniseerd door kolonisten van de Aarde. De naam Pern is een acroniem en staat voor  Parallel Earth, Resources Negligible, wat ongeveer betekent: vergelijkbaar met de Aarde, weinig grondstoffen. Kort nadat de kolonisten zich hadden gevestigd ontdekten ze dat de planeet periodiek werd bestookt door het Draad, sporen uit de ruimte die organische verbindingen bij contact vernietigden. Omdat hun ruimteschip niet meer kon opstijgen waren de mensen genoodzaakt een wapen tegen het Draad te ontwikkelen.
Vuursalamanders, een inheemse levensvorm, bleken in de loop van de tijd door mutatie allerlei veranderingen te hebben ondergaan om beter tegen het Draad te zijn opgewassen. Ze konden vliegen, vuurspuwen (om het Draad te vernietigen), zichzelf teleporteren naar het tussen en ze hadden beperkte telepathische krachten. De kolonisten wisten de kleine vuursalamanders genetisch te veranderen in grote draken, waarmee ze het Draad konden vernietigen, voordat het de vruchtbare grond kon raken. De drakenrijders ontwikkelden zich tot een aparte kaste, ze vestigden zich in drakenburchten, de Weyrs en in de loop van de tijd vergaten de kolonisten hun Aardse afstamming.

## Technologie
Na de landing op Pern van de oorspronkelijke kolonisten viel het technologische peil van de kolonisten al snel terug. De planeet is arm aan hoogwaardige grondstoffen en metalen. Alleen olie is in vrij grote hoeveelheden aanwezig. Hierdoor heeft de huidige bevolking het beschavingspeil van de pre-industriële Aarde. Alleen de landbouw is hoog ontwikkeld.

## Ecologie
Door de periodieke "schoonmaak" van het Draad heeft Pern een beperkte biodiversiteit. Omdat het draad in water onschadelijk is, zitten de zeeën wel vol leven. Pern bevat zowel inheemse als Aardse planten en dieren, de laatste werden meegebracht door de eerste kolonisten. Er zijn planten die fruit, kruiden, alsook koffie- en chocolade-achtige voedingswaren leveren. Aardse planten zijn o.a. de katoenplant en diverse granen. Ook zijn er verschillende geneeskrachtige kruiden. Naast de vuursalamanders leven er ook de vogelachtige wherries, die worden gefokt als voedsel voor mensen en draken. Er zijn vrijwel geen originele Aardse dieren meer, maar wel genetisch verbeterde afstammelingen, zoals geit-, koe-, schaap- en paardachtigen. Ook afstammelingen van honden en katten komen op Pern voor. In de oceaan leven veel eetbare vissensoorten en een genetisch verbeterd type dolfijnen, die met de mensen kunnen communiceren.

## Samenleving
De Pernse samenleving is verdeeld in vier bevolkingsgroepen: de volken van de Weyrs, de Borgen, de Vaklieden en de Handelaars. 
- Weyr - de Weyrs zijn de woonplaatsen van de drakenrijders
- Borg - de Borgen worden geleid door een Heer en een Vrouwe en heersen elk over een vallei
- Vaklieden - de specialistische ambachten: Bard, Smid, Wever, Mijnwerker, Leerlooier, Visser, Herder en Boer
- Handelaars - de enige bevolkingsgroep zonder vaste verblijfplaats: zij leveren goederen aan afgelegen Borgen.